# Tour de Suisse 2021
84. ročník cyklistického závodu Tour de Suisse se konal mezi 6. a 13. červnem 2021 ve Švýcarsku. Celkovým vítězem se stal Ekvádorec Richard Carapaz z týmu Ineos Grenadiers. Na druhém a třetím místě se umístili Kolumbijec Rigoberto Urán (EF Education–Nippo) a Dán Jakob Fuglsang (Astana–Premier Tech).

## Týmy
Závodu se zúčastnilo všech 19 UCI WorldTeamů společně s 3 UCI ProTeamy pozvanými na divokou kartu. Každý tým přijel se 7 jezdci, na start se tedy postavilo 154 jezdců. Před startem 4. etapy ze závodu odstoupil celý tým Intermarché–Wanty–Gobert Matériaux kvůli pozitivnímu testu jednoho z členů týmu na covid-19.
Týmy, které se zúčastnily závodu, jsou:
UCI WorldTeamy
- AG2R Citroën Team
- Astana–Premier Tech
- Bora–Hansgrohe
- Cofidis
- Deceuninck–Quick-Step
- EF Education–Nippo
- Groupama–FDJ
- Ineos Grenadiers
- Intermarché–Wanty–Gobert Matériaux
- Israel Start-Up Nation
- Lotto–Soudal
- Movistar Team
- Team Bahrain Victorious
- Team BikeExchange
- Team DSM
- Team Jumbo–Visma
- Team Qhubeka Assos
- Trek–Segafredo
- UAE Team Emirates

UCI ProTeamy
- Alpecin–Fenix
- Rally Cycling
- Total Direct Énergie

Národní týmy
- Švýcarsko

## Trasa a etapy
Trasa ročníku 2021 byla z většiny identická trase plánovaného ročníku 2020, který byl zrušen kvůli pandemii covidu-19.
| Etapa         | Datum         | Trasa                        | Vzdálenost      | Typ       | Typ                  | Vítěz                      |           |
| ------------- | ------------- | ---------------------------- | --------------- | --------- | -------------------- | -------------------------- | --------- |
| 1             | 6. června     | Frauenfeld – Frauenfeld      | 10,9 km         |           | Individuální časovka | Stefan Küng (SUI)          |           |
| 2             | 7. června     | Neuhausen – Lachen           | 173 km          |           | Kopcovitá etapa      | Mathieu van der Poel (NED) |           |
| 3             | 8. června     | Lachen – Pfaffnau            | 185 km          |           | Kopcovitá etapa      | Mathieu van der Poel (NED) |           |
| 4             | 9. června     | Kloster Sankt Urban – Gstaad | 171 km          |           | Středně těžká etapa  | Stefan Bissegger (SUI)     |           |
| 5             | 10. června    | Gstaad – Leukerbad           | 172 km          |           | Horská etapa         | Richard Carapaz (ECU)      |           |
| 6             | 11. června    | Fiesch – Disentis-Sedrun     | 162 km          |           | Horská etapa         | Andreas Kron (DEN)         |           |
| 7             | 12. června    | Disentis-Sedrun – Andermatt  | 23,2 km         |           | Horská časovka       | Rigoberto Urán (COL)       |           |
| 8             | 13. června    | Andermatt – Andermatt        | 118 km 159,5 km |           | Horská etapa         | Gino Mäder (SUI)           |           |
| Celková délka | Celková délka | Celková délka                | 1056,6 km       | 1056,6 km | 1056,6 km            | 1056,6 km                  | 1056,6 km |

## Průběžné pořadí
| Etapa          | Vítěz                | Celkové pořadí       | Bodovací soutěž      | Vrchařská soutěž  | Soutěž mladých jezdců | Soutěž týmů           | Cena bojovnosti     |
| -------------- | -------------------- | -------------------- | -------------------- | ----------------- | --------------------- | --------------------- | ------------------- |
| 1              | Stefan Küng          | Stefan Küng          | Stefan Küng          | neuděleno         | Stefan Bissegger      | EF Education–Nippo    | Stefan Küng         |
| 2              | Mathieu van der Poel | Stefan Küng          | Stefan Küng          | Tom Bohli         | Neilson Powless       | Deceuninck–Quick-Step | Claudio Imhof       |
| 3              | Mathieu van der Poel | Mathieu van der Poel | Mathieu van der Poel | Nickolas Zukowsky | Neilson Powless       | Deceuninck–Quick-Step | Rémy Rochas         |
| 4              | Stefan Bissegger     | Mathieu van der Poel | Mathieu van der Poel | Nickolas Zukowsky | Neilson Powless       | EF Education–Nippo    | Benjamin Thomas     |
| 5              | Richard Carapaz      | Richard Carapaz      | Mathieu van der Poel | Esteban Chaves    | Lucas Hamilton        | Deceuninck–Quick-Step | Hermann Pernsteiner |
| 6              | Andreas Kron         | Richard Carapaz      | Stefan Bissegger     | Antonio Nibali    | Andreas Leknessund    | Deceuninck–Quick-Step | David de la Cruz    |
| 7              | Rigoberto Urán       | Richard Carapaz      | Stefan Bissegger     | Antonio Nibali    | Andreas Leknessund    | Deceuninck–Quick-Step | Rigoberto Urán      |
| 8              | Gino Mäder           | Richard Carapaz      | Stefan Bissegger     | Michael Woods     | Eddie Dunbar          | Team Jumbo–Visma      | Hermann Pernsteiner |
| Konečné pořadí | Konečné pořadí       | Richard Carapaz      | Stefan Bissegger     | Michael Woods     | Eddie Dunbar          | Team Jumbo–Visma      | neuděleno           |

## Konečné pořadí
| Legenda | Legenda                            | Legenda | Legenda                                 |
| ------- | ---------------------------------- | ------- | --------------------------------------- |
|         | Označuje vítěze celkového pořadí.  |         | Označuje vítěze soutěže mladých jezdců. |
|         | Označuje vítěze bodovací soutěže.  |         | Označuje vítěze ceny bojovnosti.        |
|         | Označuje vítěze vrchařské soutěže. |         |                                         |

### Celkové pořadí
| Pořadí | Jezdec                | Tým                    | Čas         |
| ------ | --------------------- | ---------------------- | ----------- |
| 1      | Richard Carapaz       | Ineos Grenadiers       | 24h 44’ 01” |
| 2      | Rigoberto Urán        | EF Education–Nippo     | + 17”       |
| 3      | Jakob Fuglsang        | Astana–Premier Tech    | + 1’ 15”    |
| 4      | Maximilian Schachmann | Bora–Hansgrohe         | + 1’ 19”    |
| 5      | Michael Woods         | Israel Start-Up Nation | + 2’ 55”    |
| 6      | Domenico Pozzovivo    | Team Qhubeka Assos     | + 3’ 16”    |
| 7      | Rui Costa             | UAE Team Emirates      | + 3’ 43”    |
| 8      | Sam Oomen             | Team Jumbo–Visma       | + 4’ 16”    |
| 9      | Mattia Cattaneo       | Deceuninck–Quick-Step  | + 4’ 39”    |
| 10     | Esteban Chaves        | Team BikeExchange      | + 5’ 33”    |

### Bodovací soutěž
| Pořadí | Jezdec           | Tým                     | Body |
| ------ | ---------------- | ----------------------- | ---- |
| 1      | Stefan Bissegger | EF Education–Nippo      | 21   |
| 2      | Mattia Cattaneo  | Deceuninck–Quick-Step   | 20   |
| 3      | Richard Carapaz  | Ineos Grenadiers        | 18   |
| 4      | Gino Mäder       | Team Bahrain Victorious | 18   |
| 5      | Stefan Küng      | Groupama–FDJ            | 16   |
| 6      | Claudio Imhof    | Švýcarsko               | 16   |
| 7      | Michael Woods    | Israel Start-Up Nation  | 15   |
| 8      | Rigoberto Urán   | EF Education–Nippo      | 14   |
| 9      | Andreas Kron     | Lotto–Soudal            | 14   |
| 10     | Joey Rosskopf    | Rally Cycling           | 12   |

### Vrchařská soutěž
| Pořadí | Jezdec           | Tým                     | Body |
| ------ | ---------------- | ----------------------- | ---- |
| 1      | Michael Woods    | Israel Start-Up Nation  | 29   |
| 2      | David de la Cruz | UAE Team Emirates       | 29   |
| 3      | Sergio Samitier  | Movistar Team           | 29   |
| 4      | Antonio Nibali   | Trek–Segafredo          | 28   |
| 5      | Wout Poels       | Team Bahrain Victorious | 24   |
| 6      | Gino Mäder       | Team Bahrain Victorious | 19   |
| 7      | Rigoberto Urán   | EF Education–Nippo      | 16   |
| 8      | Mattia Cattaneo  | Deceuninck–Quick-Step   | 16   |
| 9      | Gavin Mannion    | Rally Cycling           | 14   |
| 10     | Jakob Fuglsang   | Astana–Premier Tech     | 14   |

### Soutěž mladých jezdců
| Pořadí | Jezdec                 | Tým                     | Čas         |
| ------ | ---------------------- | ----------------------- | ----------- |
| 1      | Eddie Dunbar           | Ineos Grenadiers        | 24h 50’ 16” |
| 2      | Neilson Powless        | EF Education–Nippo      | + 1’ 39”    |
| 3      | Andreas Kron           | Lotto–Soudal            | + 7’ 26”    |
| 4      | Andreas Leknessund     | Team DSM                | + 11’ 12”   |
| 5      | Stefan de Bod          | Astana–Premier Tech     | + 12’ 03”   |
| 6      | Gino Mäder             | Team Bahrain Victorious | + 15’ 06”   |
| 7      | Gijs Leemreize         | Team Jumbo–Visma        | + 15’ 20”   |
| 8      | Marc Hirschi           | UAE Team Emirates       | + 22’ 47”   |
| 9      | Cristian Camillo Muñoz | UAE Team Emirates       | + 23’ 46”   |
| 10     | Stephen Williams       | Team Bahrain Victorious | + 28’ 52”   |

### Soutěž týmů
| Pořadí | Tým                     | Čas         |
| ------ | ----------------------- | ----------- |
| 1      | Team Jumbo–Visma        | 62h 00’ 10” |
| 2      | Team Bahrain Victorious | + 1’ 07”    |
| 3      | Astana–Premier Tech     | + 1’ 51”    |
| 4      | Ineos Grenadiers        | + 3’ 16”    |
| 5      | EF Education–Nippo      | + 11’ 31”   |
| 6      | Deceuninck–Quick-Step   | + 14’ 45”   |
| 7      | UAE Team Emirates       | + 15’ 05”   |
| 8      | Team DSM                | + 18’ 03”   |
| 9      | Total Direct Énergie    | + 18’ 05”   |
| 10     | Movistar Team           | + 18’ 47”   |